# Vlaams Nationaal Verbond
Vlaams Nationaal Verbond (nederländska för Flamländska Nationella Förbundet), känt som VNV, var ett flamländskt politiskt parti med nationalistisk inriktning. Det var verksamt mellan 1933 och 1945.

## Historia
VNV bildades 8 oktober 1933, baserat på det tidigare mer allmänborgerliga Frontpartiij som under 1932 utvecklats till ett mer högerextremt parti. VNV inspirerades av andra fascistiska rörelser runt om i Europa. Efter 1935 inkluderade partiet också antisemitiska idéer i sitt program.

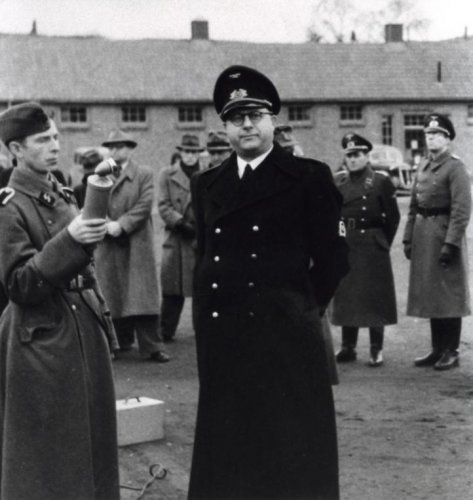
Hendrik Elias, ledare av VNV 1942–44.

Partiet var auktoritärt inriktat och förespråkade bland annat skapande av Stor-Nederländerna (bildat av Flandern plus Nederländerna). VNV hade en vallonsk motsvarighet i den rexistiska rörelsen. Medlemstidningen hade titeln Volk en Staat ('folk och stat').
VNV ställde upp i allmänna val. 1936 nådde man 13,6 procent av de avlagda rösterna i Flandern, motsvarande 7,1 procent av hela landets röstetal. Vid valet 1939 ökade man något till 15 procent av de flamländska rösterna, motsvarande 8,4 procent av alla Belgiens röster. Samma år hade man 25 000 partimedlemmar.
Partiet inledde kontakter med Nazityskland före andra världskrigets utbrott, eftersom man önskade hjälp med att ta makten i Belgien. Detta ledde till att den belgiska säkerhetstjänsten arresterade ett antal VNV-aktivister. Sedan blev partiet den ledande politiska kraften i Flandern under den tyska ockupationen av Belgien under andra världskriget.
Partiet leddes av grundaren Staf de Clerq fram till hans plötsliga död i oktober 1942. Därefter togs ledningen över av den något mer moderat inriktade Hendrik Elias. Elias försökte samarbeta med det tyska militära styret av Belgien, samtidigt som han försökte undvika att ett civilt nazistiskt styre av landet (vilket skulle neutralisera VNV som maktfaktor) som tyskt generalguvernement inrättades. Detta skedde dock i juli 1944, endast sju veckor innan landet befriades av allierade styrkor.
VNV förbjöds därefter av den nya allierade ledningen av Belgien. Elias flydde sedan till Tyskland, där han vid krigsslutet fängslades och dömdes för krigsbrott. Han släpptes fri ur fängelset 1959 och avled 1973.
VNV har inga direkta kopplingar till senare decenniers nationalistiska partier i Flandern – Vlaams Blok eller Vlaams Belang. Alla tre förespråkade eller förespråkar dock större självstyre alternativt självständighet för Flandern.